# Júlio Louzada
Júlio Pires Louzada (Rio de Janeiro, 21 de fevereiro de 1914 – Rio de Janeiro, 27 de agosto de 1993) foi um radialista e político brasileiro. Ficou conhecido pelo programa Oração da Ave Maria, na Super Rádio Tupi do Rio de Janeiro. Foi deputado estadual pelo Rio de Janeiro em dois mandatos.

## Biografia
Na juventude, estudou no Colégio Pedro II, tendo feito também faculdade de Direito e de Jornalismo. Trabalhou nas rádios Tamoio e Tupi. Estreou a Oração da Ave Maria em 1938, na Tamoio, até então chamada de Rádio Educadora do Brasil. O programa, transmitido às 18 horas, consistia na leitura de uma crônica seguida de uma oração. Outra atração apresentada por Louzada era o Pausa para a Meditação, que fazia uma radiofonização de uma carta na qual o ouvinte pedia um conselho. Esses programas tornaram Louzada nacionalmente conhecido, fazendo o radialista receber milhares de cartas do Brasil e de ouvintes no exterior.
A Oração da Ave Maria e o Pausa Para a Meditação eram exibidos na Rádio Tupi em 1956. O comunicador também apresentava Emissora do Céu, que virou o Hora da Saudade. Em 1961, seus programas se tornaram um só, o Programa Júlio Louzada.
Foi eleito deputado estadual em 1974 e em 1978, ambos pela ARENA. Nos últimos anos de vida era filiado ao PMDB, presidindo o diretório zonal da Barra da Tijuca.
Manteve prestígio no rádio durante os anos seguintes. Em 1989, continuava líder em seu horário na Rádio Tupi, sendo a maior audiência da emissora.
Morreu no dia 27 de agosto de 1993, vítima de um infarto em sua casa, na Barra da Tijuca. Era casado, com quatro filhos e seis netos.